# Autostrada A27 (Italia)
L'autostrada A27 d'Alemagna o, più semplicemente, A27, è un'autostrada italiana. Ha inizio a Venezia sulla tangenziale di Mestre, incontra poi l'A4 nei pressi di Mogliano Veneto e prosegue verso nord, terminando a Pian di Vedoia (Belluno), dove si congiunge alla SS 51 di Alemagna. È interamente gestita da Autostrade per l'Italia.
Il tratto a pagamento comincia dalla barriera di Venezia Nord, dopo lo svincolo di Casale sul Sile, e arriva fino alla barriera di Belluno.

## Storia e descrizione

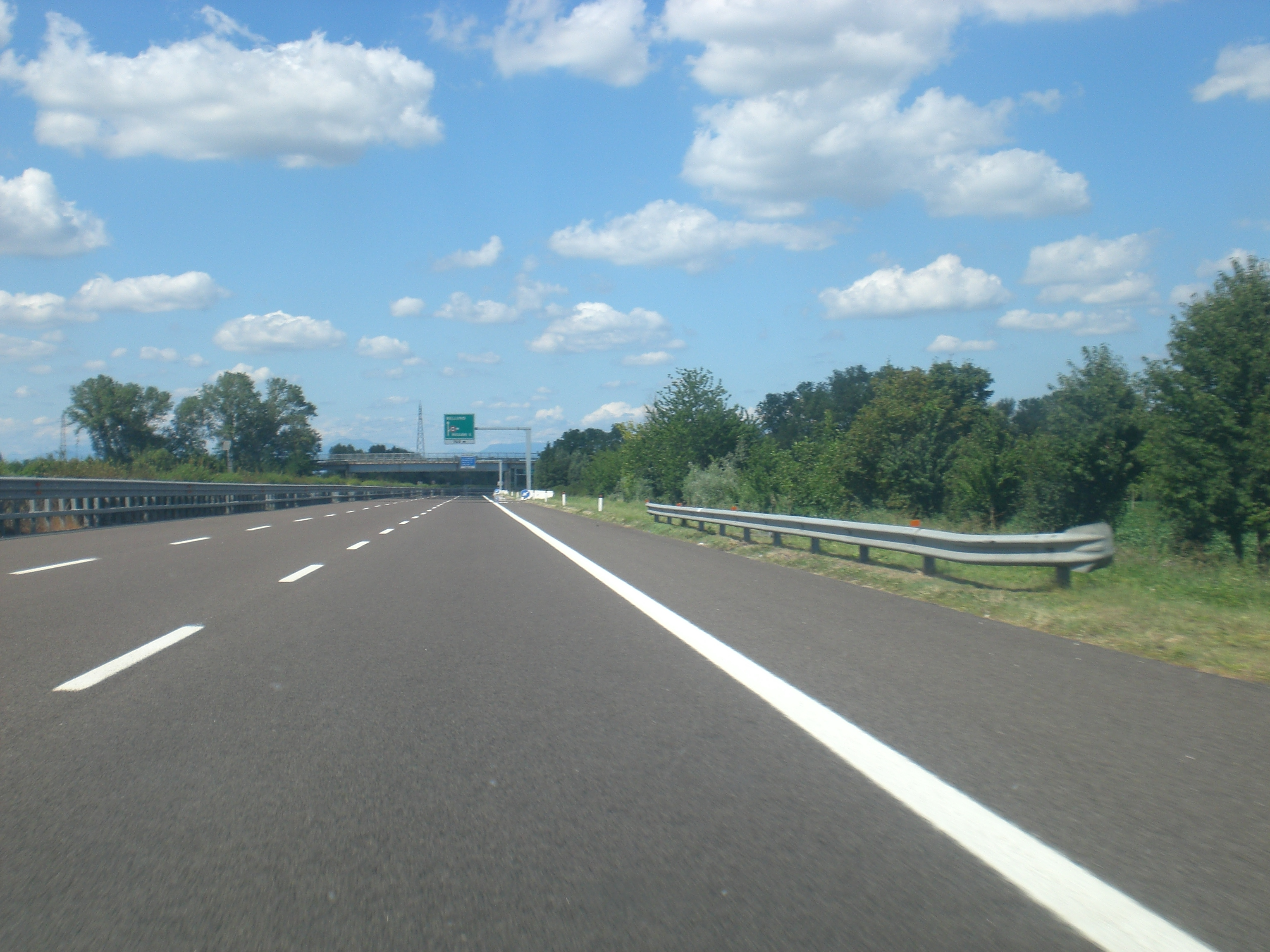
L'A27 nei pressi dello svincolo di Mogliano Veneto in direzione Treviso-Belluno

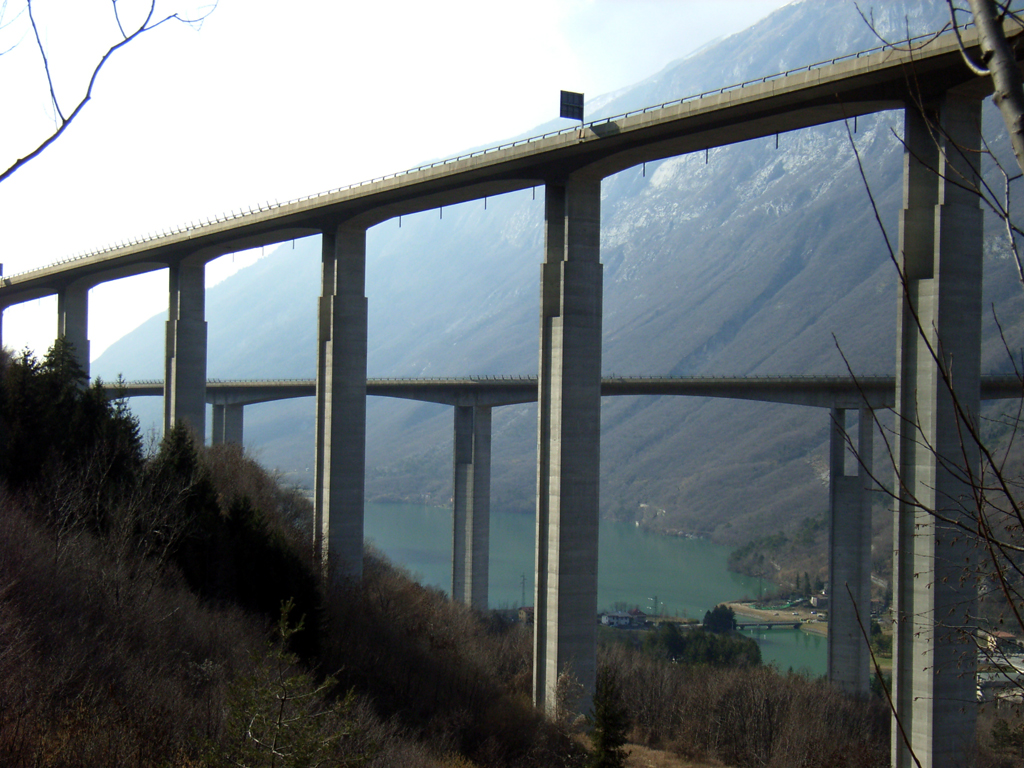
I viadotti in val Lapisina.

La prima tratta dell'autostrada, da Mestre a Conegliano, venne aperta al traffico il 29 settembre 1972; il successivo 1º dicembre si aprirono altri 11,1 km, da Conegliano a Vittorio Veneto, e il 16 marzo dell'anno successivo il breve tratto terminale da Vittorio Veneto alla SS 51.
L'autostrada tocca i principali centri della Marca Trevigiana (Mogliano Veneto, Treviso stessa, Conegliano e Vittorio Veneto), collegandoli rapidamente all'A4 e offrendo una più comoda alternativa alla SS 51 per chi vuole raggiungere le località turistiche delle Dolomiti. Dal 1995 è stato aperto il prolungamento che da Vittorio Veneto Nord raggiunge Pian di Vedoia (Ponte nelle Alpi). Il tratto iniziale tra l'ingresso di Pian di Vedoia e la barriera di Belluno è libero, rappresentando una breve alternativa alla trafficata viabilità locale.
Con quest'ultimo tratto dopo l'uscita di Vittorio Veneto Nord, l'autostrada abbandona la Pianura Padano Veneta e si addentra tra le Prealpi scavalcando con alcuni arditi viadotti la val Lapisina, superando con due gallerie la sella di Fadalto e la zona del Lago di Santa Croce e terminando quindi a Pian di Vedoia, località di Ponte nelle Alpi. Da Mestre a Conegliano è a tre corsie, oltre alla corsia di emergenza; è stata la prima autostrada in Italia a essere costruita originariamente a tre corsie.
Tra lo svincolo di Vittorio Veneto Sud e la galleria Monte Baldo si trova un altro breve tratto a tre corsie realizzato per snellire il traffico in corrispondenza di una pendenza piuttosto accentuata. Tra gli svincoli "Vittorio Veneto Nord" e "Belluno" le due carreggiate si discostano l'una dall'altra: la carreggiata nord è stata ottenuta riutilizzando alcune gallerie e ponti originariamente realizzati come variante alla strada statale 51, mentre la carreggiata sud fu progettata appositamente per l'autostrada. La galleria "Le Cave Ovest" dovette essere riprogettata in corso d'opera perché attaccava l'instabile versante della montagna troppo in superficie: è visibile l'abbandonato portale sud.
Lungo l'itinerario sono presenti quattro aree di servizio: Piave Est e Piave Ovest (a servizio delle due carreggiate, ora sostituite dalle aree Sile, posizionate più a sud), Cervada Est (solo per la carreggiata nord) e Ponte nelle Alpi Ovest (solo per la carreggiata sud, anche se fu costruito un apposito svincolo con un ponte pedonale per renderla accessibile anche dall'altra carreggiata). Il percorso è molto panoramico e le corsie di marcia ampie rendono il tracciato più sicuro e comodo.
La gestione di questo tratto autostradale è di competenza di Autostrade per l'Italia.
Il tratto terminale (la diramazione per l'aeroporto Marco Polo) in direzione Mestre, inaugurato nel 1991, dell'A27 è classificato come A57-Diramazione aeroporto dall'8 febbraio 2009, data dell'apertura del Passante di Mestre. Questo tratto non è stato comunque mai classificato come A27.
Nel dicembre 2012 è stata aperta una nuova uscita per Mogliano Veneto (più vicina al centro abitato rispetto a quella precedente, che però rimane attiva da/per Venezia e per Belluno e ha assunto la nuova denominazione di Casale sul Sile).
Dato che il lungo viadotto traversante la Val Lapisina non è dotato di un sistema di raccolta delle acque reflue, le autocisterne trasportanti prodotti suscettibili di contaminare le acque sono costrette a uscire allo svincolo Vittorio Veneto Nord, percorrere la strada statale 51 di Alemagna e rientrare in autostrada a Cadola; nel senso contrario devono uscire da Belluno e rientrare dallo svincolo Vittorio Veneto Nord.

## Prolungamento verso l'Austria
Il progetto originario ideato nel 1960 e presentato nel 1966 prevedeva il collegamento da Mestre, attraverso Conegliano, Vittorio Veneto, Ponte nelle Alpi, passando per Tai di Cadore, Auronzo di Cadore, il Passo Montecroce, Dobbiaco, Brunico e Tures e San Giovanni in Valle Aurina attraverso un traforo  e la Zillertal o la Brixental alle autostrade austriache per Kufstein e poi a quelle tedesche in modo da raggiungere Monaco di Baviera (da cui la denominazione autostrada d'Alemagna). Ipotesi alternative prevedevano il passaggio da Dobbiaco per il Tirolo Orientale o il collegamento da Brunico a Fortezza con l'immissione sulla A22 verso il Brennero.
Tale progetto è stato abbandonato dapprima per la legge del 1975 che sanciva il blocco della costruzione di nuove autostrade e successivamente per l'opposizione delle autorità altoatesine e ampezzane e del Tirolo austriaco in quanto ritenuto generatore di incremento di traffico su gomma nel contesto alpino. 
Dal 2010 è stata fortemente rilanciata sia dalla giunta regionale veneta che dalle controparti bavaresi l'idea dell'autostrada Venezia-Monaco, nonostante la perdurante opposizione della giunta provinciale di Bolzano e del land austriaco del Tirolo; la giunta regionale veneta aveva dato inoltre parere favorevole al prolungamento dell'A27 fino a Pieve di Cadore, coi seguenti svincoli: Pian di Vedoia, Longarone e Pian de l'Abate.
Nel 2016 una votazione del Parlamento europeo ha, unitamente alla sottoscrizione e alla ratifica da parte di Italia e Austria della Convenzione delle Alpi, il cui protocollo trasporti vieta la realizzazione di nuovi attraversamenti delle Alpi, ha di fatto, bloccato ogni possibile estensione verso l'Alto Adige e il territorio austriaco.
Dal 2011 al 2020 si valuta quindi da parte veneta e di alcuni movimenti austriaci la possibilità di deviare il prolungamento dell'asse stradale (non necessariamente un'autostrada) in solo territorio italiano attraverso il Cadore, la Mauria e Tolmezzo, verso l'autostrada A23 ma nessun progetto è ancora elaborato al riguardo. Per il passaggio internazionale delle merci tra Italia e Germania si punta invece ormai al nuovo Tunnel ferroviario di base del Brennero tra Fortezza e Innsbruck.

### Date di apertura
- Il 29 giugno 1972 venne aperto il primo tratto, da Mestre fino a Conegliano.
- Il 2 dicembre 1972 venne aperto il tratto da Conegliano a Vittorio Veneto.
- Il prolungamento da Vittorio Veneto a Pian di Vedoia venne aperto il 30 novembre 1994 in due tronchi: il primo tronco iniziava a Pian di Vedoia e finiva allo svincolo di Cadola. Dopo tale svincolo si proseguiva l'itinerario presso la strada statale 51 di Alemagna e, appena raggiunto, si rientrava in autostrada tramite lo svincolo, originariamente provvisorio, del Lago di Santa Croce.
- Il 28 giugno 1995 venne aperto il tratto da Cadola al Lago di Santa Croce.

Lo svincolo del Lago di Santa Croce è unidirezionale perché era uno svincolo provvisorio; questo svincolo avrebbe dovuto essere chiuso quando venne aperto il tratto da Cadola al Lago di Santa Croce. È rimasto aperto per via delle attività economiche del Lago di Santa Croce.

## Obblighi
Sono obbligatorie le dotazioni invernali dal 15 novembre al 15 aprile sull'intera tratta.

## Tabella percorso
| VENEZIA - BELLUNO Autostrada d'Alemagna |                                                                |      |      |      |
| Tipo                                    | Indicazione                                                    | ↓km↓ | ↑km↑ | Area |
|                                         | Tangenziale di Mestre Venezia-Tessera                          | 0,0  | 82,5 | VE   |
|                                         | Mogliano Veneto                                                | 4,0  | 78,5 | TV   |
|                                         | Casale sul Sile                                                | 4,8  | 77,3 | TV   |
|                                         | Barriera Venezia Nord                                          | 5    | 77,5 | TV   |
|                                         | Milano – Trieste                                               | 6,4  | 76,1 | TV   |
|                                         | Area di servizio "Sile"                                        | 8    | 74,5 | TV   |
|                                         | Treviso Sud Tangenziale di Treviso Treviso-Sant'Angelo         | 13,4 | 70,6 | TV   |
|                                         | Treviso Nord                                                   | 22,6 | 61,4 | TV   |
|                                         | Pedemontana Veneta                                             | 26,0 | 58,0 | TV   |
|                                         | Conegliano Portogruaro - Pordenone - Conegliano                | 41,2 | 42,8 | TV   |
|                                         | Area di servizio "Cervada"                                     | 50,0 | 34,0 | TV   |
|                                         | Vittorio Veneto Sud                                            | 55,3 | 31,7 | TV   |
|                                         | Vittorio Veneto Nord                                           | 60,0 | 25,1 | TV   |
|                                         | Fadalto – Lago di Santa Croce                                  | 66,9 | 17,1 | TV   |
|                                         | Barriera Belluno                                               | 75,2 | 8,8  | BL   |
|                                         | Belluno                                                        | 77,2 | 6,8  | BL   |
|                                         | Area di Servizio "Ponte nelle Alpi"                            | 82,0 | 2,0  | BL   |
|                                         | Area Parcheggio "Ponte nelle Alpi"                             | 82,0 | 2,0  | BL   |
|                                         | Pian di Vedoia Cadore – Dolomiti di Alemagna Cortina d'Ampezzo | 82,5 | 0,0  | BL   |

### Gallerie
L'autostrada presenta diverse gallerie:
| Autostrada A27 - Lista delle gallerie presenti sul tracciato |                       |                      |                       |                                               |                                               |      |
| Denominazione                                                | Anno di inaugurazione | Lunghezza canna nord | Lunghezza canna sud   | Imbocco canna nord (km) Sbocco canna sud (km) | Imbocco canna sud (km) Sbocco canna nord (km) | Note |
| Monte Baldo                                                  | 1972                  | 1864 metri           | 1865 metri            | 55,9                                          | 57,8                                          |      |
| San Floriano                                                 | 1995                  | 207 metri            | 207 metri             | 62,5                                          | 62,7                                          |      |
| Fadalto Est                                                  | 1995                  | 1016 metri           | Solo carreggiata nord | 67,6                                          | 68,6                                          |      |
| Fadalto Ovest                                                | 1995                  | Solo carreggiata sud | 2055 metri            | 67,9                                          | 70,0                                          |      |
| Santa Croce Est                                              | 1995                  | 339 metri            | Solo carreggiata nord | 68,4                                          | 68,7                                          |      |
| Le Cave Est - Ovest                                          | 1995                  | 3153 metri           | 3790 metri            | 71,3                                          | 75,1                                          |      |
| Paraschegge                                                  | 1995                  | 600 metri            | 600 metri             | 76,5                                          | 77,1                                          |      |

| Autostrada A27 - Lista delle gallerie presenti sugli svincoli |                             |                                     |                       |           | |
| Denominazione                                                 | Svincolo                    | Posizione nello svincolo            | Anno di inaugurazione | Lunghezza | Note |
| Senza denominazione                                           | Fadalto-Lago di Santa Croce | In uscita dalla carreggiata nord    | 1994                  | 100 metri | Il tunnel è privo della segnaletica di inizio galleria, perciò la lunghezza è tratta dal sito www.lotsberg.net.                    |
| Svincolo Belluno                                              | Belluno                     | In uscita dalla carreggiata sud     | 1994                  | 100 metri | Il tunnel è privo della segnaletica di inizio galleria, perciò la denominazione e lunghezza sono tratte dal sito www.lotsberg.net. |
| Svincolo Belluno                                              | Belluno                     | In entrata verso la carreggiata sud | 1995                  | 300 metri | Il tunnel è privo della segnaletica di inizio galleria, perciò la denominazione e lunghezza sono tratte dal sito www.lotsberg.net. |

La galleria San Floriano fino al 2001 era priva di illuminazione, data la breve lunghezza e dal momento che è completamente rettilinea. Le gallerie Fadalto Est/Ovest, Santa Croce Est e Le Cave Est/Ovest inizialmente avevano due file di lampade, ma nel 2006 la fila di destra è stata eliminata dal momento che nelle gallerie autostradali è obbligatoria una sola fila in quanto a senso unico a differenza delle gallerie su strade a doppio senso. Qualche anno dopo, la stessa sorte è anche accaduta alla galleria Monte Baldo.

## Galleria d'immagini

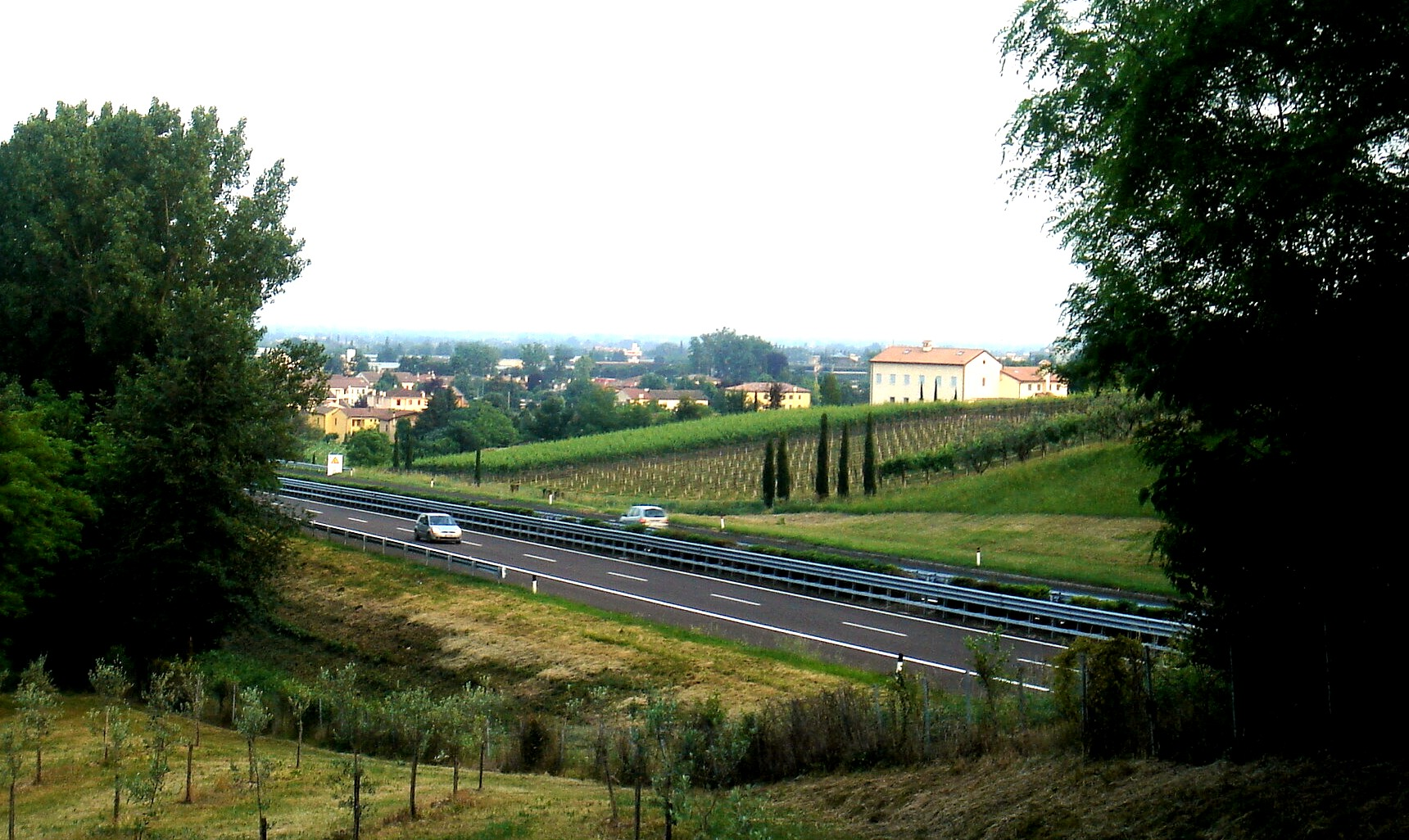
Castello Roganzuolo
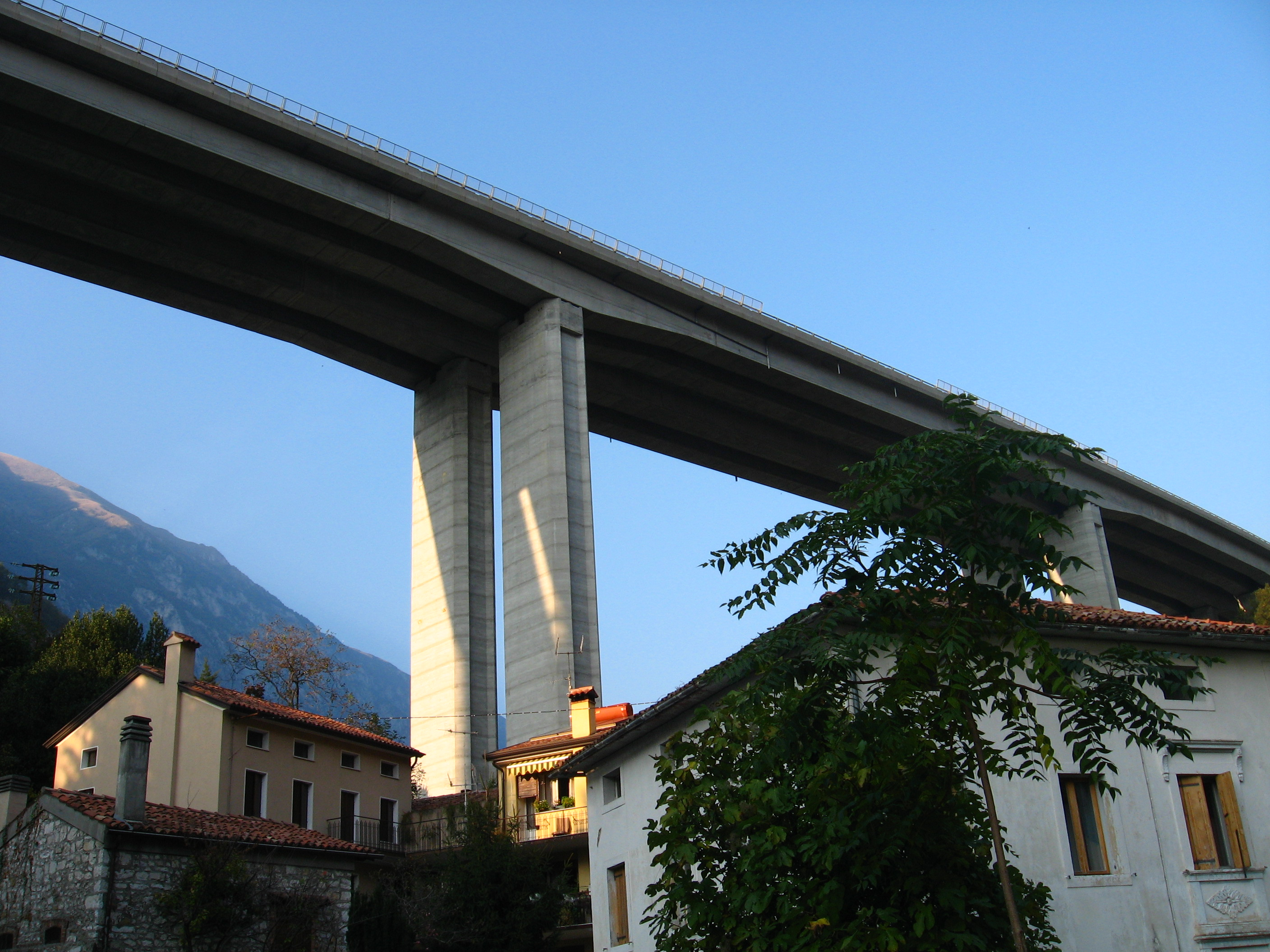
Piloni in Val Lapisina
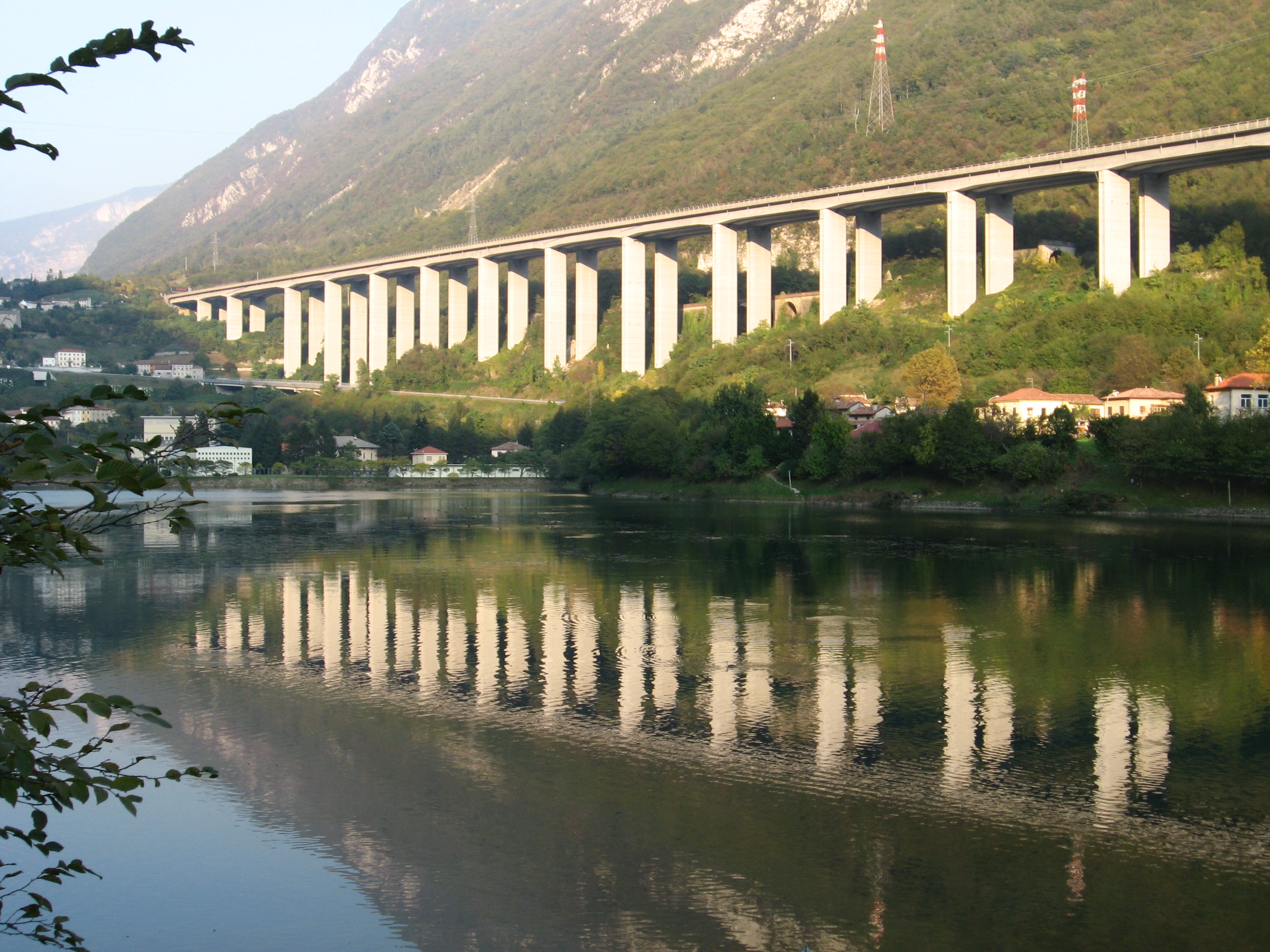
Lago del Restello
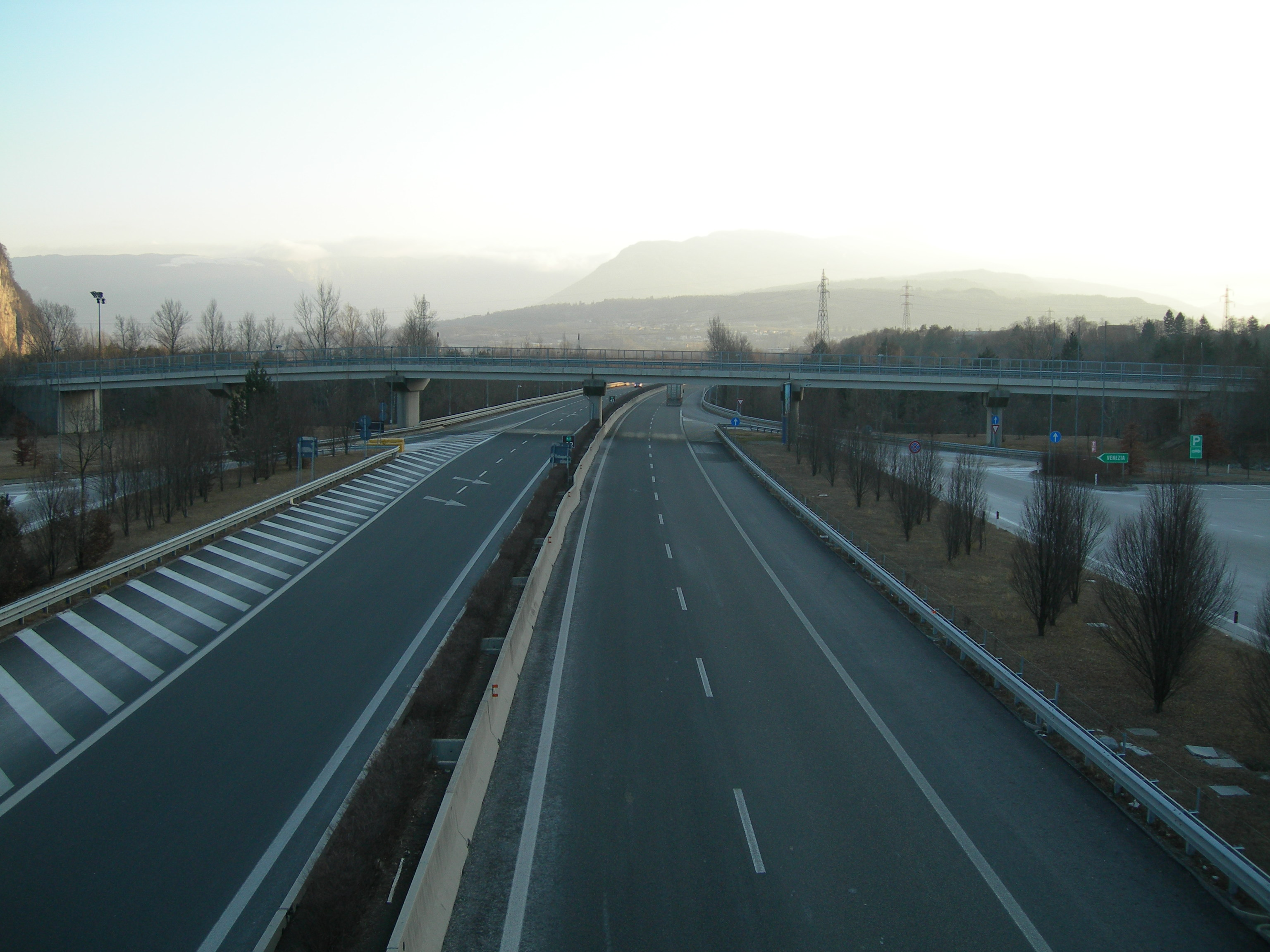
Ponte nelle Alpi